# Forever Resorts
Forever Resorts est un groupe hôtelier américain qui a son siège à Scottsdale, dans l'Arizona. Fondée en décembre 1981, l'entreprise est notamment spécialiste de la gestion des lodges que l'on trouve dans les parcs nationaux du pays et elle opère par exemple le Chisos Mountains Lodge dans le parc national de Big Bend, le Grand Canyon Lodge dans le parc national du Grand Canyon et le Signal Mountain Lodge dans le parc national de Grand Teton.

## Établissements
- Le Bryce Canyon Lodge, dans l'Utah.
- Le Cedar Pass Lodge, dans le Dakota du Sud.
- Le Chisos Mountains Lodge, au Texas.
- Le Grand Canyon Lodge, en Arizona.
- Le Parry Lodge, dans l'Utah.
- Le Rock Harbor Lodge, dans le Michigan.
- Le Signal Mountain Lodge, dans le Wyoming.
- Le Southfork Ranch, au Texas.